# Paolo Gorini
Paolo Gorini (Pavia, 28 gennaio 1813 – Lodi, 2 febbraio 1881) è stato un matematico e scienziato italiano, noto soprattutto come preparatore di cadaveri e parti anatomiche secondo un procedimento segreto da lui stesso inventato e sperimentato.

## Biografia
Era figlio di Giovanni Gorini (professore di Matematica Elementare presso l'Università degli Studi di Pavia) e di Martina Pelloli (di origini lodigiane). Nel 1825 Giovanni Gorini perse la vita, travolto da una carrozza, e il giovane si trovò orfano.
Sebbene Paolo Gorini non ne faccia cenno né nella sua celebre Autobiografia né nelle fittissime righe dei numerosi carteggi autografi oggi noti, il cranio del genitore è ancora conservato presso il museo dell'Università di Pavia.
Grazie all'aiuto finanziario di alcuni colleghi del padre, Gorini terminò i propri studi ottenendo la laurea dottorale in Matematica presso l'Università di Pavia, da convittore del Collegio Ghislieri. Dopo aver perso un primo concorso a cattedre presso il Liceo comunale di Brescia, arrivò nella città di Lodi nel 1834 come professore di Fisica, pronto ad assumere la cattedra di Fisica e Scienze Naturali presso il Liceo comunale della città. Nel 1842, Gorini mise a punto alcune formule che gli avrebbero permesso di ottenere dei composti chimici preservanti.
Le sue scoperte sulla conservazione delle sostanze organiche furono apprezzate in Italia e all'estero in un momento storico in cui la medicina e la scienza in genere progredirono molto, grazie all'impulso e alla portata culturale del Positivismo. Gorini si sarebbe particolarmente interessato di quel metodo di conservazione meglio noto come "pietrificazione". Di metodi conservativi simili si era già avvalso il celebre Girolamo Segato che, tuttavia, nel 1836 era morto, portando nella tomba il segreto chimico attraverso il quale riusciva a mineralizzare corpi e parti di essi. Nonostante la indiscutibile abilità di Gorini, le sue tecniche non vennero mai abbastanza valorizzate da aprirgli le porte di quel mondo accademico tanto agognato. Nonostante le numerose perorazioni parlamentari a favore di Gorini da parte di Agostino Bertani e di Quintino Sella, la cattedra di "Geologia sperimentale" non venne mai istituita.
Patriota convinto, dopo le cinque giornate di Milano dovette riparare per un breve periodo in Svizzera, ove poté continuare i suoi studi di geologia. Rientrato a Lodi, proseguì i propri studi scientifici dedicandosi in particolar modo alla vulcanologia, alla geologia e alla conservazione organica secondo un procedimento di sua invenzione custodito gelosamente sotto segreto. In questo senso, Paolo Gorini si lega alla tradizionale segretezza delle formule di pietrificazione che già era stata di Girolamo Segato e che altrettanto era condivisa da Efisio Marini e Gianbattista Messedaglia, contemporanei del Gorini e volti all'ottenimento di preparati anatomici simili a quelli prodotti dal "mago" di Lodi (come i concittadini lodigiani avevano ribattezzato familiarmente lo scienziato). Già nel 1851 lo studioso pubblica per Wilmant il ponderoso "Sull'origine dei vulcani", successivamente riedito (rivisto e accresciuto) nel 1871 per lo stesso editore lodigiano.
Nel 1872, ormai noto a livello internazionale per i suoi ottimi preparati anatomici, venne convocato a Pisa per attendere alla preparazione della salma di Giuseppe Mazzini. L'invito rivoltogli dall'amico Agostino Bertani, tuttavia, non poté portare ai risultati sperati. Mazzini era spirato da due giorni quando il Gorini giunse a Pisa e non si poté far altro che fermare il processo di decomposizione già avviato. Gorini stesso non disse mai di aver pietrificato Giuseppe Mazzini con il suo procedimento, ma di averne soltanto "disinfettata" la salma, fermando così l'avanzare della putredine e permettendo l'esposizione a lungo. Il corpo così preparato, fu imbalsamato da Gorini ottenendo una sorta di mummificazione entro circa un anno, come verificato nella ricognizione del 1946, con un discreto risultato. Infine il corpo venne poi tumulato a Staglieno, dove ancora riposa.
Diversa la sorte di Giuseppe Rovani (noto romanziere e critico teatrale lombardo) che, mancato nel 1874, venne mummificato dallo scienziato tramite pietrificazione e dopo una lunga processione per le vie di Milano, così perfettamente conservato, venne tumulato presso il Cimitero Monumentale.
Nel 1876 perfezionò il progetto del forno crematorio detto Crematorio lodigiano o goriniano che venne realizzato nel 1877 a Lodi, nel cimitero della frazione Riolo, e successivamente nel cimitero di Milano e in quello di Londra.
Nonostante la città di Lodi gli avesse dedicato una via sin da quando era ancora in vita, Paolo Gorini morì in povertà, nel 1881. Sempre a Lodi, in Piazza Ospitale, è stato eretto a memoria dello scienziato il monumento che si può vedere nella foto a fianco. Ogni anno la Società di Cremazione di Lodi e il Centro di Documentazione “Paolo Gorini” ricordano con una cerimonia pubblica la figura di questo patriota e ricercatore.
Benché non esistano prove certe dell'appartenenza di Gorini alla massoneria, fu intitolata al suo nome la loggia di Lodi. Il professore ebbe tuttavia una lunga e intensa frequentazione con personaggi di spicco della massoneria italiana, tra i quali: Gaetano Pini e Agostino Bertani. La_fiaba_del_mago_di_Lodi.pdf

## La collezione anatomica "Paolo Gorini"

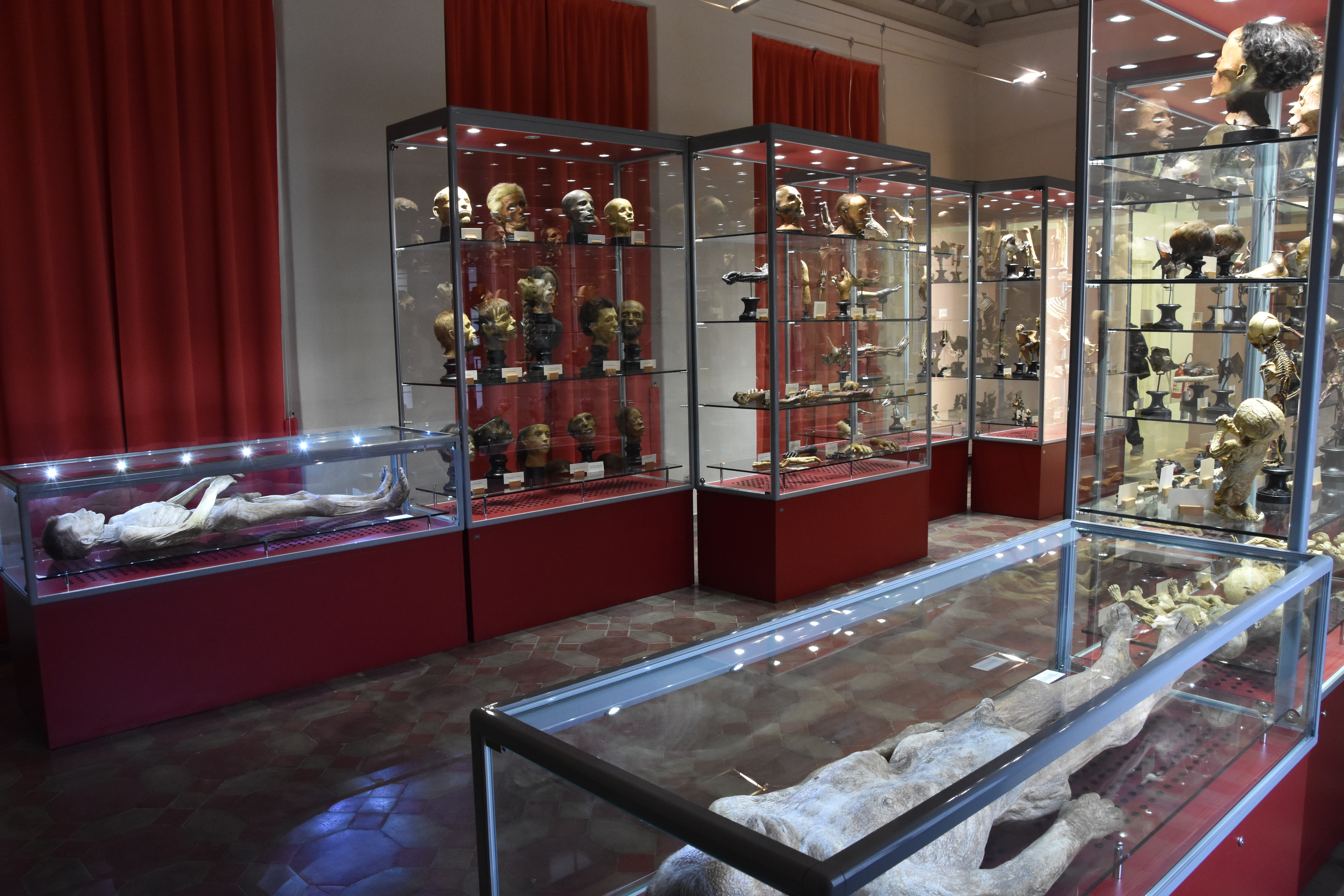
La collezione anatomica esposta nell'Ospedale Vecchio

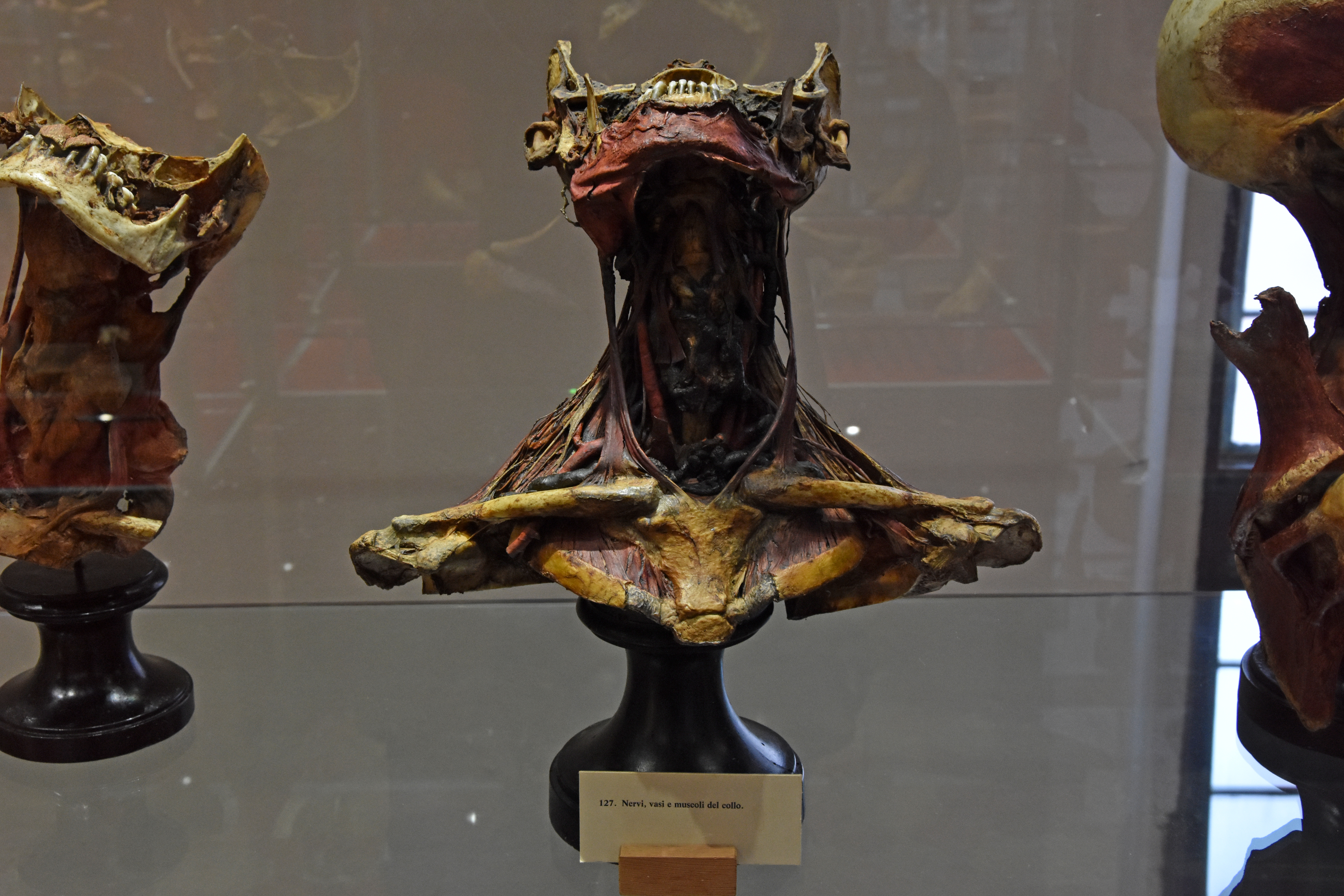
Nervi, vasi e muscoli del collo

Nell'Ospedale Vecchio, oggi sede dell'Azienda Sanitaria della Provincia di Lodi, è stata allestita e inaugurata nel 1981 una piccola ma preziosa collezione anatomica. Vi si conservano gli ultimi reperti anatomici preparati da Paolo Gorini tra il 1842 e il 1881. Il museo ripercorre l'attività di ricerca dello scienziato di Lodi non dimenticando di esporre due affascinanti riproduzioni dei progetti del "crematojo lodigiano" firmati dall'architetto Guidini.
La collezione, sebbene possa generare comprensibili distanze in chi osserva, rappresenta un gradino del difficile percorso compiuto dalla ricerca medica e scientifica in genere. La preparazione di cadaveri interi o di parti di essi era allora una pratica molto comune in assenza di frigoriferi. Il preparato anatomico aveva molte funzioni e rispondeva a bisogni didattici e pratici. Si avvalevano di reperti simili i medici legali, per esempio, così come i futuri medici dell'Italia pre-umbertina e umbertina. Anche nelle Accademie di Belle Arti si faceva uso di preparati anatomici, dal momento che essi permettevano a pittori e a scultori di ritrarre con esattezza la figura umana.
I metodi di preparazione di questi reperti erano molti e spesso efficaci. Presso la Collezione anatomica "Paolo Gorini" si conservano preparati a secco e pietrificazioni. Se i primi sono soprattutto rappresentati da pezzi depellati e volti a indicare questo o quel particolare (patologico o meno), i pietrificati rientrano in una tipologia di preparati diversa sia dal punto di vista produttivo sia da quello più profondamente antropologico. I pietrificati infatti non indicano particolari invisibili e interni, ma rappresentano in tutto e per tutto le fattezze del defunto addirittura nel colore dei capelli e dei peli perfettamente conservati.
Fra polidattilie, ernie, cifoscoliosi e tumori, riposa anche la salma di Pasquale Barbieri, giovane lodigiano spirato nel 1843: fu la prima preparazione di Gorini a corpo intero, come lo stesso scienziato scrive nella sua Autobiografia. Nel 2005 Alberto Carli, conservatore della Collezione anatomica "Paolo Gorini" dal 2001, ha trovato e pubblicato alcune delle formule "segrete", svelando così, almeno in parte, il mistero dei preparati goriniani. La formula a base di bicloruro di mercurio e muriato di calce era tossica, ma estremamente efficace. Gorini procedeva per iniezione, a partire dalla vena e dall'arteria femorale del cadavere esangue. Il procedimento, illustrato molto dettagliatamente nei documenti scoperti e conservati presso l'Archivio Storico di Lodi, era particolarmente lungo, complesso e costoso.

## Sull'invenzione del forno crematorio
La leggenda dice che l'invenzione del forno crematorio da parte di Gorini avvenne dopo che ebbe abbandonato l'idea della conservazione dei corpi. Molti allora morivano per gravi malattie o epidemie, quindi c'era la necessità di evitare la propagazione delle infezioni.
Anni di lavoro e di studi instancabili spesi sulla conservazione delle sostanze organiche, convinsero Gorini che il suo metodo di pietrificazione, molto costoso, non avrebbe potuto avere che rare applicazioni. Inoltre, con un'ironia sui generis, lo scienziato sosteneva che se si fossero pietrificati e conservati tutti i cadaveri, presto i morti avrebbero sopravanzato i vivi. Così, sul principio degli anni settanta del XIX secolo, spinto dall'invito ripetuto di Agostino Bertani e di Gaetano Pini, Paolo Gorini affrontò la questione della cremazione.
A muovere Gorini in questa nuova avventura scientifica, era la consueta repulsione nei confronti della decomposizione. Lo scienziato scriveva: «quanto poi succede nella sepoltura è senza confronto più tristo e più ributtante di ciò che sarebbe accaduto al cadavere lasciato sopra la terra; e lo strazio di quelle misere carni dura, come si è fatto notare, un tempo lunghissimo […]. È una cosa orribile il rendersi conto di ciò che succede al cadavere allorché sta rinchiuso nella sua prigione sotterranea. Se attraverso un qualche spiraglio si potesse gittare là dentro uno sguardo, qualunque altro modo di trattamento dei cadaveri si giudicherebbe meno crudele, e l'uso del seppellimento sarebbe irremissibilmente condannato».
Tuttavia, Gorini giunse quasi casualmente all'idea della cremazione:
Il 9 aprile 1872, mentre teneva al fuoco due piccoli crogiuoli ripieni di materia vulcanica, gli sovvenne di un fatto curioso che più di una volta gli era occorso di osservare, “cioè che gli insetti i quali per accidente erano caduti nel liquido vulcanico incandescente, appena che lo toccavano scomparivano risolvendosi in una lucente fiammella”. Sospettando che ciò potesse succedere con una materia animale qualunque, da un fegato che aveva in laboratorio, da destinare a una delle solite preparazioni, tolse due frammenti e li buttò nei crogiuoletti pieni di materia vulcanica in fusione. Accadde il previsto: appena a contatto del liquido incandescente i pezzi davano origine a una splendente fiammella e si disperdevano in seno al liquido senza lasciare alcuna traccia.
I cimiteri erano, per i fautori della «morte laica», veri ricettacoli di infezioni e poteva essere provato, grazie alle nascenti discipline della batteriologia e della microbiologia, «che il processo della decomposizione poteva causare l'inquinamento dell'acqua e dell'aria nelle aree circostanti i sepolcri». Se l'editto napoleonico di Saint Cloud, del 1804, veniva esteso anche all'Italia due anni dopo la sua promulgazione, riservando gli spazi extra moenia per la costruzione dei cimiteri e promuovendo di fatto la più moderna separazione tra le città dei vivi e quelle dei morti, la cremazione e la sua riscoperta avvennero per opera dei philosophes dell'Encyclopédie. La Chiesa poteva comunque vantare l'appoggio di numerosi scienziati, fra i quali si ricorderanno soprattutto Antonio Rota, Olindo Grandesso Silvestri e Silvestro Zinna, vicepresidente della Società degli scienziati napoletana. Tuttavia, fra i molti detrattori spicca soprattutto il nome di Paolo Mantegazza, celebre medico e antropologo, cattedratico a Firenze.
Del resto, sono numerose le testimonianze dell'ostilità della chiesa lodigiana verso la figura del Gorini: nel 1851 la rivista «L'Amico Cattolico» lo bollava come pirronista e materialista, nel 1863 le monache di S. Anna rifiutarono a Gorini la permanenza nella casa dove egli abitava e nel 1882 si opposero alla proposta della Giunta municipale di posare sullo stesso edificio la lapide commemorativa dello scienziato.
In Italia la cremazione venne approvata e concessa nel 1888 e i Comuni furono obbligati a cedere gratuitamente l'area necessaria alla costruzione dei crematori. È interessante, allora, ripercorrere alcune tappe del pensiero goriniano sulla cremazione, a partire dalla «lettera del Prof. Paolo Gorini diretta al Dott. Olioli Antonio il 4 febbraio 1874 quando non aveva ancora trovato il suo metodo semplice ed economico di abbruciare i cadaveri visibile all'Esposizione di Milano 1881» (Archivio Storico di Novara, Collezione Finazzi – Lettere, 5051 a (camicia) e 5051b (testo), ora in A. CARLI, Paolo Gorini. La fiaba del mago di Lodi, a cura di Matteo Schianchi, Interlinea, Novara, 2009). La lettera, fino ad allora inedita, illustra i primi tentativi dello scienziato lombardo in seno all'argomento detto:
Milano 4 febbrajo 1874
Ho ricevuto l'obbligantissima sua lettera alla quale mi do premura di rispondere quantunque sulla Cremazione non sia in grado di dirle che poche cose, non molto interessanti, già conosciute e affatto immeritevoli di venir pubblicate. Io non mi sono occupato di questo argomento se non che per caso ed ebbi la fortuna di trovare un modo mediante il quale tutto un cadavere umano può essere ridotto in cenere in meno di mezz'ora. Il cadavere abbrucia con una fiamma lucentissima e affatto inodore e la vista dell'operazione non desta alcuna impressione di disgradevole, e vi poterono assistere molte gentili Signore senza provare ribrezzo. Con tutto ciò non credo che il mio metodo possa avere applicazioni frequenti od estese, occorrendo un apparecchio troppo caro ed essendo assai costosa anche l'operazione. Il prof. Dujardin di Genova suggerì di abbruciare i cadaveri nelle storte del gas, e il Prof. Polli di Milano abbruciò il cadavere di alcuni cani collocati appunto entro le storte del gas, è col calore di fiamme di gas che si accendevano entro la storta. Gli esperimenti riuscirono bene ma all'addottazione di questo metodo osta il lungo tempo dell'operazione, il troppo costo e la storta del gasometro.
Il metodo immaginato dal prof. Brunetti di Padova, mediante il quale si abbrucia il cadavere a fuoco di riverbero sembra abbastanza economico ed ha molta probabilità di venire generalmente addottato. Io presentemente ho l'intenzione di studiarne un altro che mi sembra più economico e più semplice di tutti, ma quand'è che potrò intraprendere questo lavoro, non mi è possibile il prevedere; perché tra i morti e i vivi sono tenuto quasi sempre lontano dal mio laboratorio di Lodi, dove soltanto ho le comodità necessarie per eseguire numerosi esperimenti. Se ella al seppellimento ed alla imbalsamazione preferisce la cremazione, ha un mezzo infallibile per ottenere l'intento, che è quello di non affrettarsi troppo a morire. Non passerà lungo tempo che si vedrà la cremazione andar sostituendosi alla vecchia maniera di trattare i cadaveri, ed io Le auguro di cuore molti anni di vita con che non solo potrà assicurarsi il diritto di essere cremato, ma potrà assistere vivente alla cremazione di altri.
Mi pregio di dirmi colla più distinta considerazione, di Lei, egregio Sigre Cavaliere,
Devotissimo
Paolo Gorini»
Tuttavia, il vero anno di svolta nella storia della cremazione cadde nello stesso gennaio del 1874 in cui Gorini era impegnato nella conservazione della salma di Giuseppe Rovani. Venuto a mancare il ricco industriale Alberto Keller, che già nel 1872 aveva scritto a Paolo Gorini perché esaudisse la sua volontà di venire cremato e che, successivamente, si era rivolto a Polli per lo stesso motivo, non si poté esaudire il defunto per una serie di ragioni di natura politica. Sebbene, in quel periodo Gorini fosse prossimo ad abbandonare gli studi cremazionisti, dal momento che si rendeva assolutamente conto del fatto che il suo metodo «plutonico» era ben poco economico, Alberto Keller lo incoraggiò a continuare gli esperimenti.
Come lo stesso Paolo Gorini sottolineava nella sua lettera a Olioli, il metodo di distruggere il corpo nel misterioso «liquido plutonico» era efficace, ma molto costoso. Così, lo scienziato sperimentò un nuovo sistema di distruzione dei cadaveri attraverso la combustione, progettando il primo forno crematorio moderno, grazie al quale incontrò un successo insperato. Lo stesso scienziato scriveva: «rassegnatomi quindi a non contare se non sui limitatissimi mezzi di cui fino allora aveva potuto valermi, continuai tranquillamente i solitarii miei studii, applicandomi principalmente alla questione dell'incenerimento dei morti. Investito difatti come io ero, solo fra tutti i figli della penisola, della straordinaria facoltà di disporre liberamente di una copia illimitata di cadaveri, avevo [...] sentito, che a me [...] incombeva l'obbligo di studiare sperimentalmente quel problema».
Un primo forno goriniano venne edificato presso il cimitero di Riolo nel 1877 e nella notte fra il 5 e il 6 settembre dello stesso anno si compì la prima cremazione.
Molti cimiteri adottarono il forno goriniano, che venne edificato a Milano (1877, arch. Carlo Maciachini), Cremona (1883, ing. Francesco Podestà), Roma (1883, ing. Salvatore Rosa), Varese (1883, arch. Augusto Guidini), Torino (1888, arch. Pompeo Mariani). Venne inoltre adottato a Londra (cimitero di Woking, 1888, ing. Turner) e a Parigi (cimitero Pére Lachaise, 1887, arch. Formigé).

## Scritti
- Sull'origine delle montagne e dei vulcani, Lodi, 1837;
- Gli esperimenti sulla formazione delle montagne, comunicazione di Paolo Gorini, Milano, coi tipi di Claudio Wilmant, 1852;
- Il plutonismo attaccato da una commissione accademica e difeso da Paolo Gorini, Lodi, Tip. di C. Wilmant, 1853;
- Nuovo metodo esposto da Paolo Gorini per la ricerca del centro di gravità nelle figure piane e rettilinee, Milano, a spese dell'editore, 1858;
- Due fenomeni geologici spiegati col mezzo degli esperimenti plutonici, Milano, Editori del Politecnico, 1862;
- Alla R. Accademia delle Scienze di Torino. Relazione di Paolo Gorini sui lavori da lui eseguiti per la conservazione delle sostanze animali, Milano, G. Daelli e C. editori, 1864;
- Schiarimenti di Paolo Gorini sugli oggetti da lui presentati all'esposizione di Lodi del 1870, Lodi, Tipografia di Enrico Wilmant, 1870;
- Un caso straordinario di lunga persistenza delle immagini nell'occhio umano, nota, Pavia, 1873-74;
- La conservazione della salma di Giuseppe Mazzini, notizie fornite da Paolo Gorini, Genova, Tip. del R. Ist. Sordo-Muti, 1873;
- Sulle cause dei terremoti e sulla natura dei recenti terremoti del bellunese, conferenza tenuta in Belluno ai 28 giugno 1874, Lodi, Vitali, 1874;
- Sulla purificazione dei morti per mezzo del fuoco, considerazioni, sperimenti e proposte, Milano, Battezzati, 1876;
- Memoria di Paolo Gorini nella causa civile promossagli dai signori Poma e Venini per annullamento del brevetto del crematoio lodigiano, Lodi, Dell'Avo, 1880;
- Paolo Gorini, Autobiografia, Roma, Dossi, Perelli e Levi, 1881;

## Lettere e carteggi
- Corrispondenza dell'I. R. Istituto Lombardo di Scienze, Lettere ed Arti col prof. Paolo Gorini a proposito degli esperimenti sulla formazione delle montagne, Milano, coi tipi di Paolo Valentini e comp., 1852;
- Lettere inedite di Paolo Gorini a Gaetano Pini, a cura di Antonio Allegri, Lodi, Società storica lodigiana, 1986, estratto da: "Archivio storico lodigiano", 1986, n.105, pp. 114–139;